# Akhurian
Il fiume Akhurian, Akhuriyan or Akhouryan (in armeno Հրազդան?, in turco Arpaçay, in russo Ахурян?) è un fiume del Caucaso meridionale che nasce dal lago Arpi nel nord dell'Armenia per poi scorrere lungo il confine tra questo Stato e la Turchia fino a congiungersi con il Aras nei pressi di Bagaran, nella provincia armena di Armavir.

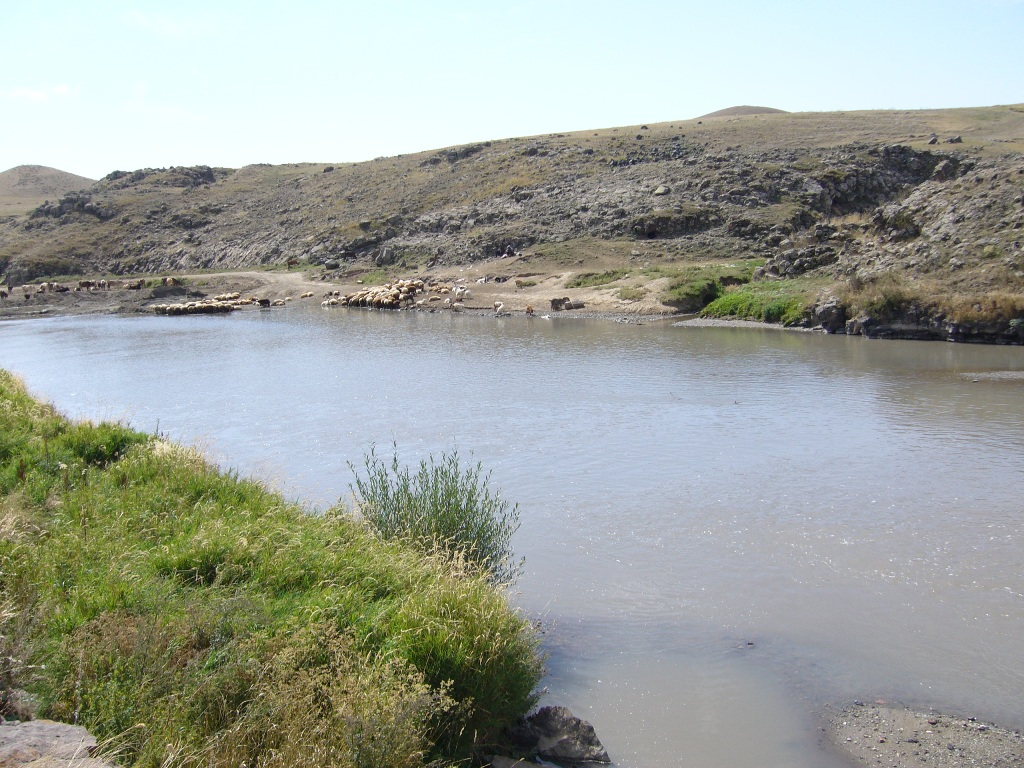

Gyumri, la seconda città dell'Armenia, si trova sulla sponda sinistra del fiume e sulle sue rive sorgevano quattro delle storiche capitali armene: Ani, Bagaran, Yervandashat e Yerazgavors.
Lungo la frontiere con la Turchia il fiume è tagliato dalla diga di Arpaçay